# Jacme Grils
Jacme o Iacme Gril(s) (en italiano: Giacomo Grillo; fl. 1244-1262) fue un trovador genovés de mediados del siglo XIII. Escribió dos tensones que han sobrevivido, uno con Lanfranc Cigala y otro (fragmentos) con Simon Doria.
En documentos del siglo XIII de Génova existen menciones a varios "Giacomo Grillos" y es difícil identificar cual se corresponde con el trovador. En forma cronológica, el Giacomo mencionado en un acta del 15 de agosto de 1281 probablemente no era el trovador. También existen menciones a un tal Giacomo Grillo di Andrea y otro di Alberto, pero ellos son candidatos poco probables. El más probable es un juez que aparece mencionado en un acta del 4 de junio de 1257 sobre una división de propiedades de los margraves de Ponzone. Sin lugar a dudas fue contemporáneo de Lanfranc. Este es probable sea el mismo Giacomo que fue responsable de brindarle alojamiento al Papa Inocencio IV en Stella en 1244 y que aparece en un acta del 7 de marzo de 1247 en el Liber Jurium Januae. También fue elegido uno de los quince reggitori della città (rectores de la ciudad) en 1262 luego de que Guglielmo Boccanegra se retirara. Luca Grimaldi, también trovador, era otro de los rectores.
Si bien se sabe poco de él y la poesía disponible de su autoría es escasa, Jacme era un poeta estimado por sus contemporáneos en Génova. En un tensón con Simon Doria, Lanfranc hace referencia a la profesión de Jacme en el ámbito de la justicia:
| A'n Iacme Gril, en cui es conoissenza, Amics Symon, trametam la tenzon, Q'en cobleian en don drecha sentenza. | A Jacme Grils, a quien conozco, su amigo Simon, le envía este tensón, para que le imponga una sentencia justa a estos versos. |

En un poema posterior, Lanfranc conecta a Jacme con una tal Na Flors-de-lis (o Fiordiligi), el senhal (epíteto) de una dama genovesa sin nombre, cuyo poema le envía para que Jacme lo evalúe. Segne'n Iacme Grils, e.us deman, el tensón de Jacme con Simon Doria, está escrito de manera similar a un tensón entre Sordello y Peire Guilhem de Tolosa y ha sido escrito tratando de burlarse del compuesto por Sordello y Peire Guilhem de Tolosa. El tensón de Jacme con Lanfranc comienza Per o car vos fegnetz de sotilment entendre.